# Mortal Kombat: Special Forces
Mortal Kombat: Special Forces è un videogioco della serie Mortal Kombat, pubblicato da Midway nel 2000 per PlayStation. È considerato, anche dagli stessi fan, il peggior titolo in assoluto dell'intera serie.

## Trama
Il gioco narra dell'ultima missione dell'agente delle forze Speciali Jax Briggs, ritratto in una missione per fermare Kano e altri quattro membri del clan Dragone Nero liberati da un carcere di massima sicurezza (Tasia, Tremor, No-Face e Jarek) per rubare un potente manufatto, l'Occhio Di Shitian. Il vero potere della artefatto non vengono svelati a tutti, anche se è dimostrato che, alla fine, il suo potere è di creare portali per altri reami. Una volta sconfitto Kano, Jax utilizza il teletrasporto e torna sulla Terra.

## Modalità di gioco
Il gioco è un'avventura dinamica in terza persona dove l'unico personaggio giocabile è Jax, che usa non solo tecniche a corpo a corpo, ma anche armi da fuoco ed esplosivi. Vi sono cinque livelli che si svolgono dalla Terra dall'Otherrealm, con una boss fight alla fine di ogni livello. Esplorando le località in cerca delle chiavi per aprire le porte, il giocatore dovrà anche risolvere degli enigmi, trovare i codici che sbloccano le porte, o aprirsi un varco tra i muri. Jax non può saltare, ma può comunque salire su piattaforme a livelli più alti, e può anche spingere grossi blocchi grazie alla sua forza sovrumana.
È possibile ripristinare la salute usando dei kit di pronto soccorso, oltre che a usare delle mosse speciali che però consumano parte della sua riserva di energia, ricaricabile grazie a certe combo. Jax attacca usando calci e pugni, oltre che a bloccare e contrattaccare. Sebbene non vi sia il sistema delle Fatality, gli avversari possono comunque venire distrutti dall'ultimo colpo di una combo nel caso la loro salute sia ad un livello critico. I punti esperienza che Jax ottiene distruggendo i nemici permettono di eseguire nuove combo. Inoltre, il menu del gioco presenta anche degli oggetti nel suo inventario, oltre che a delle informazioni sulla missione attuale. Una volta completato il gioco, il giocatore può attivare dei trucchi e iniziare una nuova partita con dei bonus aggiuntivi.

## Accoglienza
| Testata                         | Giudizio |
| ------------------------------- | -------- |
| Metacritic (media al 6-2-2014)  | 28/100   |
| IGN                             | 3/10     |
| GameSpot                        | 2.1/10.0 |
| Video Games: The Ultimate Guide | 7/10     |
| GameVortex                      | 79%      |
| Electric Playground             | 7/10     |

Il gioco possiede dei punteggi molto bassi, con una media di solo 28/100 su Metacritic, e voti tra cui il 2,1/10 di GameSpot e 3/10 di IGN.
Di tutti i giochi della serie Mortal Kombat, Special Forces è considerato essere il peggiore mai fatto. Anche le sue vendite sono state scarse, tanto che la serie ha preferito cambiare strada per Mortal Kombat: Deadly Alliance (che sarebbe uscito nel 2002). Lo stesso Ed Boon ha ammesso che il gioco era andato male a causa anche dello sviluppo fatto in fretta e furia. Nel 2011, GamesRadar lo ha considerato il secondo prodotto più assurdo di Mortal Kombat (dopo Mortal Kombat: Live Tour). Nel 2013, GamesRadar lo ha messo al 41º posto tra i peggiori giochi mai creati.
Alcune altre recensioni sono state più positive: ha ricevuto un 7 su 10 da Video Games: The Ultimate Guide, un 79% da GameVortex, e un 7 su 10 da Electric Playground.